# Liste der Brücken über die Plessur
Die Liste der Brücken über die Plessur enthält die Plessur-Brücken von der Quelle in den Plessur-Alpen in Arosa bis zur Mündung in Chur in den Alpenrhein.

## Brückenliste
48 Übergänge führen über den Fluss: 20 Strassen- und Feldwegbrücken, 17 Fussgängerstege, acht Rohrbrücken, eine Eisenbahnbrücke (Langwieser Viadukt), eine Aquäduktbrücke sowie ein Bachdurchlassstollen.

### GemeindeArosa
11 Brücken überspannen den Fluss in Arosa.
| Bild | Name                          | Ort   | Lage | Funktion                               | Konstruktion | Material | Länge in m | Höhe m ü. M. | Bemerkungen |
| ---- | ----------------------------- | ----- | ---- | -------------------------------------- | ------------ | -------- | ---------- | ------------ | --- |
|      | Unbenannter Steg              | Arosa |      | Fussgängerbrücke                       | Balkenbrücke | Holz     | 6          | 2059         | Mountainbikeland-Route 632 Schwellisee (Arosa–Arosa) Wanderland-Route 54 Mittelbünden-Panoramaweg (Etappe 1 Lenzerheide–Arosa) und Route 685 Schwellisee-Route (Parpaner Rothorn–Arosa) |
|      | Unbenannter Steg              | Arosa |      | Feldwegbrücke                          | Balkenbrücke | Holz     | 4          | 1931         | Übergang am Zufluss zum Schwellisee |
|      | Schwelliseeweg-Brücke         | Arosa |      | Fussgängerbrücke                       | Balkenbrücke | Holz     | 8          | 1930         | Brücke mit Schranken am Abfluss vom Schwellisee Mountainbikeland-Route 632 Schwellisee (Arosa–Arosa) Wanderland-Route 54 Mittelbünden-Panoramaweg (Etappe 1 Lenzerheide–Arosa) und Route 685 Schwellisee-Route (Parpaner Rothorn–Arosa) Winterwandern-Route 287: Schwellisee-Winterwanderweg, Arosa, Innerarosa–Ifang–Schwellisee–Arosa, Innerarosa |
|      | Unbenannter Steg              | Arosa |      | Fussgängerbrücke                       | Balkenbrücke | Holz     | 8          | 1822         | Mountainbikeland-Route 632 Schwellisee (Arosa–Arosa) Bergwanderweg |
|      | Unbenannter Steg              | Arosa |      | Fussgängerbrücke                       | Balkenbrücke | Holz     | 8          | 1761         | Mountainbikeland-Route 632 Schwellisee (Arosa–Arosa) Bergwanderweg |
|      | Unbenannte Brücke             | Arosa |      | Feldwegbrücke                          | Balkenbrücke | Beton    | 5          | 1756         | |
|      | Unbenannte Brücke             | Arosa |      | Feldwegbrücke                          | Balkenbrücke | Beton    | 12         | 1731         | Mountainbikeland-Route 632 Schwellisee (Arosa–Arosa) Bergwanderweg |
|      | Unbenannter Steg              | Arosa |      | Fussgängerbrücke                       | Balkenbrücke | Stahl    | 10         | 1627         | Beschädigte Metallbalkenbrücke mit Holzboden |
|      | Iselstrasse-Brücke            | Arosa |      | Strassenbrücke (einspurig)             | Balkenbrücke | Beton    | 12         | 1619         | Allgemeines Fahrverbot: Forst- und landwirtschaftlicher Verkehr gestattet Wanderland-Route 35 Walserweg Graubünden (Etappe 15 Davos–Arosa) und Route 767 Alteinsee Schiesshorn (Arosa–Arosa) Zufahrt zur Kläranlage Arosa |
|      | Unbenannte Brücke             | Arosa |      | Strassenbrücke (einspurig)             | Balkenbrücke | Beton    | 12         | 1608         | Brücke mit Holzgeländer und Barriere Allgemeines Fahrverbot: Ausgenommen land- und forstwirtschaftlicher Verkehr und Kiestransporte Mountainbikeland-Route 632 Schwellisee (Arosa–Arosa) Bergwanderweg |
|      | Staudamm Schwellwuhr-Übergang | Arosa |      | Werkstrasse mit Fussweg auf Mauerkrone | Talsperre    | Beton    | 30         | 1607         | Stausee Arosa Staumauer, gebaut 1967/68 Allgemeines Fahrverbot: Ausgenommen land- und forstwirtschaftlicher Verkehr Wanderland-Route 35 Walserweg Graubünden (Etappe 16 Arosa–Langwies) und Route 54 Mittelbünden-Panoramaweg (Etappe 2 Arosa–Davos)                                                                                                |

### Schanfigg
8 Brücken überspannen den Fluss zwischen Litzirüti und Lüen.
| Bild | Name                                                    | Ort                  | Lage | Funktion                                       | Konstruktion                           | Material    | Länge in m | Höhe m ü. M.                     | Bemerkungen |
| ---- | ------------------------------------------------------- | -------------------- | ---- | ---------------------------------------------- | -------------------------------------- | ----------- | ---------- | -------------------------------- | --- |
|      | Plessurbrücke Litzirüti (Schanfiggerstrasse)            | Litzirüti            |      | Strassenbrücke (zweispurig) 740                | Stein-Bogenbrücke                      | Stein Beton | 40         | 1402                             | Steinbogenbrücke mit Betonfahrbahn und Metallgeländer Mountainbikeland-Route 633 Medergen–Sapün (Arosa–Arosa) Bergwanderweg                                           |
|      | Unbenannter Steg                                        | Langwies             |      | Fussgänger- und Velobrücke                     | Balkenbrücke                           | Stahl Holz  | 12         | 1260                             | Wanderland-Route 43 Jakobsweg Graubünden (Etappe 10 Langwis–Tschiertschen)                                                                                            |
|      | Langwieser Viadukt (überspannt Plessur und Sapünerbach) | Langwies             |      | Eisenbahnbrücke (eingleisig)                   | Bogenbrücke mit obenliegender Fahrbahn | Beton Stahl | 287        | 1255 – 1317 (Viadukt Höhe: 62 m) | Stahlbeton-Bogenbrücke, gebaut 1912–1914, umfassend saniert 2009 Die Brücke ist denkmalgeschützt. Bahnstrecke Chur–Arosa                                              |
|      | Unbenannte Brücke                                       | Langwies             |      | Rohrleitungsbrücke                             | Balkenbrücke                           | Stahl       | 30         | 1237                             | Gedeckte Metallbrücke mit zwei Abwasserleitungen der ARA Palätsch |
|      | Unbenannter Steg                                        | Langwies             |      | Feldwegbrücke                                  | Balkenbrücke                           | Holz        | 20         | 1234                             | Mountainbikeland-Route 630 Hochwang–Peisteralp (Arosa–Arosa), Route 631 Durannapass–Strelapass (Arosa–Arosa) und Route 633 Medergen–Sapün (Arosa–Arosa) Bergwanderweg |
|      | Sand-Brücke (Bahnhofstrasse)                            | Molinis              |      | Strassenbrücke (einspurig)                     | Balkenbrücke                           | Beton       | 20         | 1040                             | Höchstgeschwindigkeit 80 km/h, Höchstgewicht 18 t Mountainbikeland-Route 630 Hochwang–Peisteralp (Arosa–Arosa) Wanderweg                                              |
|      | Unbenannter Steg                                        | Tschiertschen – Lüen |      | Fussgängerbrücke                               | Balkenbrücke                           | Stahl       | 14         | 774                              | Gebaut 1974 Bergwanderweg |
|      | Kraftwerk Lüen-Rohrbrücke                               | Tschiertschen – Lüen |      | Rohrleitungsbrücke mit privatem Fussgängersteg | Bogenbrücke                            | Stahl       | 40         | 773                              | Stahlbogenbrücke mit abschliessbarem Tor und Treppe Das Wasserkraftwerk Lüen wurde 1912–1914 gebaut.                                                                  |

### StadtChur
29 Übergänge überspannen den Fluss in Chur.
| Bild | Name                                     | Ort                   | Lage | Funktion                                                                        | Konstruktion                                          | Material    | Länge in m | Höhe m ü. M. | Bemerkungen |
| ---- | ---------------------------------------- | --------------------- | ---- | ------------------------------------------------------------------------------- | ----------------------------------------------------- | ----------- | ---------- | ------------ | --- |
|      | Unbenannte Brücke                        | Churwalden – Maladers |      | Fussgängerbrücke                                                                | Balkenbrücke                                          | Holz        | 20         | 640          | Brücke mit abschliessbarem Metalltor Bergwanderweg |
|      | Unbenannte Brücke                        | Churwalden – Maladers |      | Rohrleitungsbrücke                                                              | Hängebrücke                                           | Stahl       | 25         | 638          | |
|      | Unbenannte Brücke                        | Churwalden – Maladers |      | Rohrleitungsbrücke                                                              | Balkenbrücke                                          | Stahl       | 20         | 630          | Der private Übergang mit abschliessbarem Metalltor wurde 1971 gebaut. Eine Trinkwasserleitung der IBC Energie Wasser Chur führt über die Brücke. |
|      | Sassalbrücke (Meiersbodenstrasse)        | Chur – Maladers       |      | Strassenbrücke (zweispurig) mit Wasserrohrleitung unterhalb der Fahrbahn 740.02 | Balkenbrücke                                          | Beton       | 30         | 622          | Die Brücke soll in den nächsten Jahren ersetzt werden. Strassenbahn Andere Gefahren: Steinschlag Chur-Bus-Buslinie 9 (Chur Bahnhofplatz – Meiersboden) Mountainbikeland-Route 255 Brambrüesch-Tour (Chur–Chur), Route 615 Biketicket to RIDE (blau) (Lenzerheide–Lenzerheide) und Route 616 Biketicket to RIDE (rot) (Lenzerheide–Lenzerheide) |
|      | Flösserbrüggli                           | Chur                  |      | Fussgängerbrücke                                                                | Balkenbrücke                                          | Stahl       | 20         | 617          | Brücke mit Holzsteg |
|      | St. Luzibrücke (geplant)                 | Chur – Maladers       |      | Strassenbrücke                                                                  | Stabbogenbrücke mit obenliegender Fahrbahn Hochbrücke | Stahl Beton | 420        | 615          | Geplante Realisierung 2026–2030 |
|      | Totengutbrücke                           | Chur                  |      | Strassenbrücke (zweispurig)                                                     | Balkenbrücke                                          | Beton       | 25         | 605          | Die Brücke wurde wohl im Zusammenhang mit dem Bau des Krematoriums 1920/21 erstellt. Zufahrt zum Krematorium Totengut. |
|      | St. Hilarienbrüggli                      | Chur                  |      | Fussgängerbrücke                                                                | Fachwerkbrücke                                        | Stahl       | 30         | 601          | Die Brücke mit Holzsteg und Treppe wurde um 1900 erstellt und 2020 im Werk des Stahlbauers saniert. Wanderland-Route 43 Jakobsweg Graubünden (Etappe 11 Tschiertschen–Chur) und Route 64 ViaSett (Etappe 1 Chur–Lenzerheide) Übergang ist nicht behindertengerecht. |
|      | Aquädukt Obertorer Mühlbach-Brücke       | Chur                  |      | Aquäduktbrücke                                                                  | Aquädukt                                              | Stahl Beton | 50         | 600          | Aquädukt, gebaut 1878, saniert 2018/19 |
|      | Bodmerbrücke                             | Chur                  |      | Strassenbrücke (zweispurig) mit Trottoir                                        | Balkenbrücke                                          | Beton       | 25         | 599          | Die Brücke wurde 2018 erstellt. Sie ersetzte die Rohrerbrücke. Strassenbahn mit Lichtsignal Chur-Bus-Buslinie 9 (Chur Bahnhofplatz – Meiersboden) Zufahrt zur Alterssiedlung Bodmer |
|      | Metzgerbrücke                            | Chur                  |      | Strassenbrücke (einspurig) mit Trottoirs                                        | Stein-Bogenbrücke                                     | Stein       | 17         | 597          | Die Brücke wurde anstelle einer vor 1821 erstellten hölzernen Bogenbrücke 1871 gebaut und 2007 instand gesetzt. Einbahnstrasse (Fahrtrichtung Altstadt und Arosa) Einfahrt verboten: Ausgenommen Velofahrer PostAuto-Buslinie 41 (Chur – St. Peter – Peist – Arosa) Mountainbikeland-Route 255 Brambrüesch-Tour (Chur–Chur) Veloland-Route 501 Churer Rheinroute (Chur, Bahnhof–Trimmis–Landquart–Haldenstein–Chur, Bahnhof) Wanderland-Route 43 Jakobsweg Graubünden (Etappe 12 Chur–Tamins) |
|      | Praximerbrüggli                          | Chur                  |      | Fussgänger- und Velobrücke                                                      | Balkenbrücke                                          | Beton       | 15         | 596          | Fahrverbot für Motorwagen, Motorräder und Motorfahrräder |
|      | Plessurbrücke Obertor                    | Chur                  |      | Strassenbrücke mit Kreisel und Trottoirs                                        | Bogenbrücke mit obenliegender Fahrbahn                | Beton       | 20         | 595          | Die Brücke wurde anstelle einer Holzbrücke 1822 erstellt. Sie wurde 2011 zu einem Kreisel von 33 m Durchmesser umgebaut. Dieser Brückenübergang ist der Anfangspunkt der historischen Strecke von Chur nach Reichenau. Chur-Bus-Buslinie 1 (Chur – Domat/Ems – Tamins – Bonaduz – Rhäzüns) PostAuto-Buslinie 41 (Chur – St. Peter – Peist – Arosa), 42 (Chur – Tschiertschen), 81 (Chur – Domat/Ems – Tamins – Flims – Laax) und 182 (Chur – Lenzerheide – Bivio – Julier – St. Moritz – (Julierpass-Linie)) Mountainbikeland-Route 255 Brambrüesch-Tour (Chur–Chur), Route 615 Biketicket to RIDE (blau) (Lenzerheide–Lenzerheide) und Route 616 Biketicket to RIDE (rot) (Lenzerheide–Lenzerheide) |
|      | Italienische Brücke (Welschdörflibrücke) | Chur                  |      | Fussgänger- und Velobrücke                                                      | Bogenbrücke mit abgehängter Fahrbahn                  | Stahl       | 77         | 594          | Stahlbogenbrücke mit gekrümmter Fahrbahn, gebaut 2019/20, eröffnet am 28. Oktober 2020. Fahrverbot für Motorwagen, Motorräder und Motorfahrräder: Fahrzeuge Werkbetriebe gestattet (bis 6 t) |
|      | Rätusbrücke                              | Chur                  |      | Strassenbrücke (einspurig) mit abgetrenntem Trottoir                            | Balkenbrücke                                          | Beton       | 20         | 587          | Vortritt vor dem Gegenverkehr (Fahrtrichtung Sägenstrasse) Dem Gegenverkehr Vortritt lassen (Fahrtrichtung Gàuggelistrasse) Einfahrt verboten: Ausgenommen Busse, Motorfahrräder und Velos (Fahrtrichtung Sägenstrasse) Chur-Bus-Buslinien 2 (Obere Au – Chur Bahnhofplatz – Kleinwaldegg/Fürstenwald) und 6 (Chur Bahnhofplatz – Benerpark – Boletta – City West) Höchstgeschwindigkeit 30 km/h |
|      | Unbenannte Brücke                        | Chur                  |      | Rohrleitungsbrücke                                                              | Balkenbrücke                                          | Stahl       | 20         | 586          | |
|      | Kettbrüggli                              | Chur                  |      | Fussgänger- und Velobrücke                                                      | Bogenbrücke mit obenliegender Fahrbahn                | Holz Stein  | 25         | 583          | Die Brücke wurde wohl im Zusammenhang mit der Bahnhofsanierung 1926–1928 erstellt. Sie wurde 2019 saniert. |
|      | Güterbahnhof Chur-Bahngeleise-Übergang   | Chur                  |      | Tunnel                                                                          | Durchlass                                             | Beton       | 15         | 582          | Stollen ist 120 m lang |
|      | Segantinibrücke                          | Chur                  |      | Strassenbrücke (zweispurig) mit abgetrenntem Trottoir                           | Balkenbrücke                                          | Beton       | 20         | 581          | Die Brücke wurde um 1910 erstellt. Höchstgeschwindigkeit 30 km/h Veloland-Route 2 Rhein-Route (Etappe 2 Disentis–Chur) und Route 6 Graubünden-Route (Etappe 1 Chur–Thusis) Wanderland-Route 6 Alpenpässe-Weg (Etappe 1 Chur–Tamins) und Route 85 Senda Sursilvana (Etappe 5 Laax–Chur) |
|      | Felsenaubrüggli                          | Chur                  |      | Fussgänger- und Velobrücke                                                      | Balkenbrücke                                          | Beton       | 20         | 578          | Verbot für Motorräder |
|      | Unbenannte Brücke                        | Chur                  |      | Rohrleitungsbrücke                                                              | Balkenbrücke                                          | Stahl       | 18         | 577          | |
|      | Ringstrasse-Brücke                       | Chur                  |      | Strassenbrücke (zweispurig) mit Mittelstreifen und Trottoirs                    | Balkenbrücke                                          | Beton       | 25         | 575          | |
|      | Unbenannte Brücke                        | Chur                  |      | Rohrleitungsbrücke                                                              | Fachwerkbrücke                                        | Stahl       | 18         | 571          | |
|      | Schelmenbrücke                           | Chur                  |      | Strassenbrücke (einspurig)                                                      | Bogenbrücke mit obenliegender Fahrbahn                | Beton       | 20         | 571          | Die Brücke wurde 1907 erstellt. Vortritt vor dem Gegenverkehr (Fahrtrichtung Untere Plessurstrasse) Dem Gegenverkehr Vortritt lassen (Fahrtrichtung Felsenaustrasse) Höchstgeschwindigkeit 50 km/h, Höchstgewicht 25 t |
|      | Unbenannter Steg                         | Chur                  |      | Fussgängerbrücke                                                                | Balkenbrücke                                          | Holz        | 20         | 571          | |
|      | Unbenannte Brücke                        | Chur                  |      | Rohrleitungsbrücke                                                              | Fachwerkbrücke                                        | Stahl       | 25         | 565          | |
|      | Schinterbrüggli                          | Chur                  |      | Fussgängerbrücke                                                                | Balkenbrücke                                          | Holz        | 30         | 564          | Brücke mit Metallschranken Die hydrometrische Messstation Plessur - Chur (2185) vom Bundesamt für Umwelt (BAFU) befindet sich einige Meter flussabwärts auf der linken Flussseite. |
|      | Plessurbrücke Chur (A13 Autobahn)        | Chur                  |      | Autobahnbrücke (vierspurig)                                                     | Plattenbrücke                                         | Beton       | 80         | 562          | Gebaut 1963/64 Lärmschutzwand (Fahrtrichtung Chur Nord) Höchstgeschwindigkeit 120 km/h |
|      | Tennisbrüggli                            | Chur                  |      | Fussgänger- und Velobrücke                                                      | Balkenbrücke                                          | Beton       | 30         | 561          | Verbot für Motorwagen und Motorräder |
|      | Unbenannte Brücke                        | Chur                  |      | Strassenbrücke (einspurig) mit abgetrenntem Trottoir                            | Balkenbrücke                                          | Beton Holz  | 25         | 560          | Betonbalkenbrücke (Strasse) und Holzbalkenbrücke (Trottoir) Höchstgeschwindigkeit 30 km/h Veloland-Route 2 Rhein-Route (Etappe 3 Chur–Buchs (SG)) Wanderweg |